# Найден Боричев
Найден Боричев е български състезател и треньор по фигурно пързаляне.
За пръв път стъпва на леда през януари 1986 г. при Людмила Младенова в клуб „Академик“. След два сезона в ЦСКА през 1986 – 1988 г. се връща в „Академик“, където се подготвя от Фарида Галимова и Людмила Младенова. От 1991 г. се състезава за „Славия“ под ръководството на Евелина Панова, където остава до 2003 г. Същата година преминава в МТТ „Академик“, където се подготвя самостоятелно и стартира кариерата си на треньор. От 2003 – 2009 г. е треньор на Христина Василева, а от 2006 – 2009 г. и на Георги Кенчадзе. През 1998 г. е финалист на световното юношеско първенство в Загреб, а през следващата 1999 г. е десети в крайното класиране на универсиадата в Словакия. През 2001 г. печели турнира Pajovic Cup в Белград, а през 2003 г. – турнира O. Nepela Memorial в Братислава. Национален шампион е през 2003, 2004, 2007 и 2008 г. Представя България на световните /в Токио и Гьотеборг/ и европейски /Варшава и Загреб/ първенства през 2007 и 2008 година.
През 2003 г. Найден Боричев завършва Националната спортна академия и оттогава работи като треньор най-напред в МТТ „Академик“ – до 2006 г., след това в клуб „Денкова-Стависки“ /2006 – 2010 г./, а от 2010 г. – в клуб „Айс Пик“, където тренира националите Даниела Стоева и Иво Гатовски.  От 2021 г. със състезаващия се за България американец  Лари Луполоувър.
От 2005 г. Найден Боричев е коментатор в Eurosport.